# Igor (альбом)
Igor (стилізований під IGOR) — п'ятий студійний альбом американського репера та продюсера Tyler, the Creator. Був випущений 17 травня 2019 року на лейблі Columbia Records. Повністю спродюсованим самим Тайлером. В альбомі взяли участь такі виконавці як Playboi Carti, Lil Uzi Vert, Solange, Каньє Вест та Джеррод Кармайкл. У перший тиждень релізу Igor дебютував на першому місці в чарті Billboard 200. Сингл «Earfquake» зайняв 13 місце в чарті Billboard Hot 100. Отримав премію Греммі 2020 за найкращий реп-альбом.

## Передісторія та запис
Робота над альбомом розпочалася у 2017 році, коли Тайлер спочатку написав пісню «Earfquake» для Джастіна Бібера та Ріанни, які відмовились від неї. Пісня «I Think» була записана на озері Комо в Італії, з співачкою Solange. Тайлер написав «Running Out of Time» під час перерви запису з ASAP Ferg, відчуваючи заспокоєння після того, як Кендрік Ламар похвалив його спів. Тайлер спродюсував біт для «Gone, Gone» у 2013 році під час гастролей для свого другого студійного альбому Wolf, вирішивши не додавати пісню ні в Cherry Bomb, ні в Flower Boy, оскільки вважав, що вона не підходить ні для жодного з цих альбомів.
В інтерв'ю з Fantastic Man Тайлера запитали, чи був він колись закоханим, на що він відповів: «Я не хочу говорити про це. Гм, це наступний запис». У жовтні 2018 року Тайлер показав пісню «Running Out of Time» під час інтерв'ю з Fast Company.
26 квітня 2019 року в додатковому фінансовому звіті від Sony Music Entertainment було виявлено, що новий альбом Тайлера очікується до кінця червня. На початку травня 2019 року Тайлер випустив фрагменти треків «Igor's Theme» та «What's Good». Вперше анонсовано альбом Тайлером через соціальні мережі 6 травня 2019 році.

## Тема альбому
В альбомі йде розповідь про любовний трикутник, де Тайлер захоплений чоловіком, який в свою чергу захоплений жінкою, яка відштовхує його від Тайлера. Американський комік Джеррод Кармайкл виступає оповідачем альбому, промовляючи короткі фрази, щоб зрозуміти стан душі Тайлера та титульного героя Ігоря. Кармайкл вперше з'являється в треці «Exactly What You Run from You End Up Chasing».
Персонаж Ігор згадується по імені в композиціях «Igor's Theme» і «What's Good». Персонаж дотримується однойменного готичного архетипу і являє собою більш темну, аромантичну сторону Тайлера, яка розкривається в альбомі. Ігор прибуває після того, як Тайлер виливає все своє серце своєму любовному інтересу, хоча його любовний інтерес як і раніше зосереджений на його колишню дівчину. Поява Ігоря служить перезавантаженням для сильних романтичних емоцій, у які Тайлер був залучений в першій половині альбому.

## Просування
Музичний кліп на пісню «Earfquake» був випущений разом з релізом альбому 17 травня 2019 року. 3 червня 2019 року Тайлер оголосив про свій майбутній тур по альбому, який проходив за участю Джейдена Сміта, Blood Orange, та GoldLink.

### Відеоальбом
14 серпня 2019 року Apple Music випустила відеоальбом Apple Music Presents: Tyler, the Creator. Альбом являє собою збірку одинадцяти відеозаписів, записаних з першого концерту Тайлера з альбомом Igor, який відбувся у травні 2019 року.

## Відгуки критиків
Igor отримав широке визнання критиків. На Metacritic альбом був оцінений в 81 бал, ґрунтуючись на 18 відгуках. Агрегатор AnyDecentMusic? оцінив альбом на 7,9 балів з 10 можливих, спираючись на відгуки інших критиків.

### Нагороди
| Рік  | Нагорода           | Категорія            | Результат |        |
| ---- | ------------------ | -------------------- | --------- | ------ |
| 2019 | BET Hip Hop Awards | Альбом року          | Номінація | [ 27 ] |
| 2020 | Греммі             | Найкращий реп-альбом | Перемога  | [ 28 ] |

## Суперечки
Незважаючи на перемогу в номінації найкращий реп-альбом на премії Греммі 2020, Тайлер стверджував, що Igor слід вважати поп-альбомом, і розкритикував вибір Греммі віднести його до категорій Реп та R&B як расово мотивований і «двозначний комплімент».

## Список треків
Усі треки, написані та створені Tyler, The Creator.
| Igor список треків | Igor список треків                             | Igor список треків                                           | Igor список треків |
| #                  | Назва                                          | Автор                                                        | Тривалість         |
| ------------------ | ---------------------------------------------- | ------------------------------------------------------------ | ------------------ |
| 1.                 | «Igor's Theme»                                 | Тайлер Оконма Саймер Вудс                                    | 3:20               |
| 2.                 | «Earfquake»                                    | Тайлер Оконма Джордан Картер                                 | 3:10               |
| 3.                 | «I Think»                                      | Тайлер Оконма Bodiono Nkono Télesphore Bibi Mascel           | 3:32               |
| 4.                 | «Exactly What You Run from You End Up Chasing» | Тайлер Оконма                                                | 0:14               |
| 5.                 | «Running Out of Time»                          | Тайлер Оконма                                                | 2:57               |
| 6.                 | «New Magic Wand»                               | Тайлер Оконма                                                | 3:15               |
| 7.                 | «A Boy Is a Gun»                               | Тайлер Оконма Bobby Dukes Боббі Мессей Lester Allen McKenzie | 3:30               |
| 8.                 | «Puppet»                                       | Тайлер Оконма Каньє Вест Mick Ware Девід Сміт                | 2:59               |
| 9.                 | «What's Good»                                  | Тайлер Оконма                                                | 3:25               |
| 10.                | «Gone, Gone / Thank You»                       | Тайлер Оконма Каллен Оморі Alan O'Day Ямасіта Тацуро         | 6:15               |
| 11.                | «I Don't Love You Anymore»                     | Тайлер Оконма                                                | 2:41               |
| 12.                | «Are We Still Friends?»                        | Тайлер Оконма Ел Грін                                        | 4:25               |
| 39:43              |                                                |                                                              |                    |

| Випуск CD, вінілу і касет | Випуск CD, вінілу і касет | Випуск CD, вінілу і касет       | Випуск CD, вінілу і касет |
| #                         | Назва                     | Автор                           | Тривалість                |
| ------------------------- | ------------------------- | ------------------------------- | ------------------------- |
| 4.                        | «Boyfriend»               | Тайлер Оконма Джон Чарльз Олдер | 4:00                      |
| 43:29                     |                           |                                 |                           |

| Apple Music Presents: Tyler, the Creator | Apple Music Presents: Tyler, the Creator | Apple Music Presents: Tyler, the Creator |
| #                                        | Назва                                    | Тривалість                               |
| ---------------------------------------- | ---------------------------------------- | ---------------------------------------- |
| 1.                                       | «Igor's Theme» (Наживо)                  | 3:42                                     |
| 2.                                       | «Earfquake» (Наживо)                     | 3:38                                     |
| 3.                                       | «I Think» (Наживо)                       | 3:45                                     |
| 4.                                       | «Running Out of Time» (Наживо)           | 2:56                                     |
| 5.                                       | «New Magic Wand» (Наживо)                | 3:39                                     |
| 6.                                       | «A Boy Is a Gun» (Наживо)                | 3:54                                     |
| 7.                                       | «Puppet» (Наживо)                        | 3:20                                     |
| 8.                                       | «What's Good» (Наживо)                   | 3:29                                     |
| 9.                                       | «Gone, Gone / Thank You» (Наживо)        | 4:39                                     |
| 10.                                      | «I Don't Love You Anymore» (Наживо)      | 3:10                                     |
| 11.                                      | «Are We Still Friends?» (Наживо)         | 5:06                                     |
| 41:18                                    |                                          |                                          |